# Seconde Bible de Charles le Chauve
La Seconde Bible de Charles le Chauve (Paris, Bibliothèque nationale de France, MS lat. 2) est un manuscrit biblique enluminé du IXe siècle de la Bible. Elle ne contient aucune miniature mais des ornements et notamment des lettrines.

## Historique
Le manuscrit a été produit par le scriptorium de l'abbaye de Saint-Amand dans les années 871-877 sans doute à la demande du roi Charles le Chauve au bénéfice de l'abbaye de Saint-Denis. Une annotation sur le manuscrit indique que le 23 octobre 1595, le manuscrit est transféré de Saint-Denis à la bibliothèque royale. Deux folios y sont volés en 1706 puis rendus en 1720 (f.407) et en 1878 (f.420) alors qu'il était conservé au British Museum. Il demeure conservé à la bibliothèque nationale de France où il est inscrit sous la cote Latin 2.

## Description
Le manuscrit ne contient aucune miniature mais 74 grandes lettrines peintes. Le titre de la Genèse est orné en pleine page ainsi que son Incipit. Son style est typique du style franco-saxon qui mêle les influences de l'enluminure insulaire à l'enluminure carolingienne, tel qu'il se développe dans l'abbaye de Saint-Amand. Le livre contient le texte de la Vulgate auquel est ajoutée une préface en vers de Théodulf d'Orléans. 

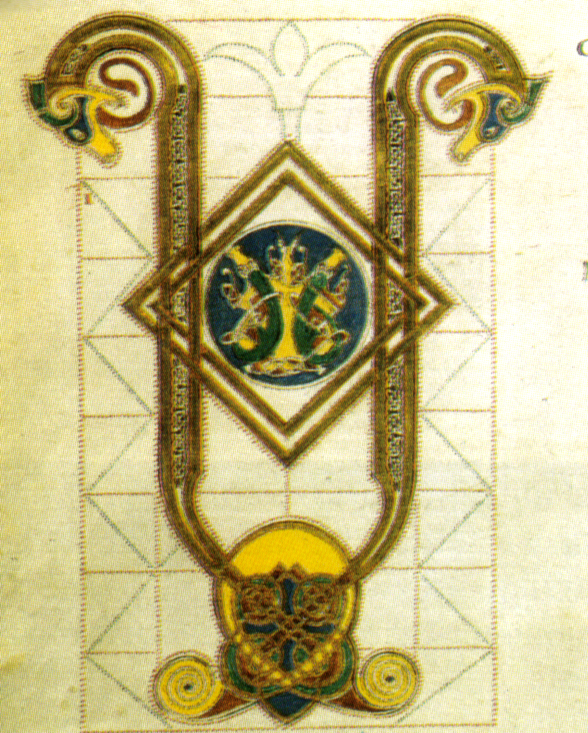
Détail d'une grande lettrine du f.44 verso.